# Мануела Монтебрин
Мануела Монтебрин (фр. Manuela Montebrun; Лавал, 13. новембар 1979) је бивша француска атлетичарка, специјалиста за бацање кладива. Била је чланица СД Stade Lavallois.

## Биографија
Њен отац је агент за одржавање у Беу, а сестра је секретарица. Мануела је ишла на колеџ у Беу, где се открио њен таленат за бацање кладива,
До 13. године је играла фудбал, када је прешла на атлетику и бацање кугле. Уз помоћ Националног института за спорт (INSEP) на крају постала бацачица кладива. 
Након петог места на јуниорском Светском првенству 1998. своју прву међународну медаљу освојила је као трећа на Универзијади 1999. у Палма де Мајорци. Исте године је дванаеста је на Светском првенству у Севиљи. Годину дана касније Монтебрун није успела да се квалификује у финале Олимпијских игара у Сиднеју. На Светском првенству 2001. завршила је као пета, а на Универзијади и Европском превенству за млађе сениоре освојила је прво место.
Прву медаљу у сениорској конкуренцији на међународним такмичењима освојила је 2002. на Светском првенству у Минхену. То је била прва
медаља француских спортиста у бацачким дисциплинама од 1948. када је Мишлин Остермајер освојила две медаље у бацању кугле и диска, на Олимпијским играма у Лондону.

## Значајнији резултати
| Год.  | Такмичење                    | Место                          | Пласман | Резултат |
| ----- | ---------------------------- | ------------------------------ | ------- | -------- |
| 1998  | Светско првенство за јуниоре | Анси, Француска                | 5       |          |
| 1998  | Европско првенство           | Будимпешта, Мађарска           | 25      | 54,13    |
| 1999  | Светско првенство            | Севиља, Шпанија                | 12      | 62,44    |
| 1999  | Универзијада                 | Палма де Мајорка, Шпанија      | 3       | 68,11    |
| 2000  | Олимпијске игре              | Сиднеј, Аустралија             | 24      | 57,77    |
| 2000  | Куп Европе                   | Гејтсхед, Уједињено Краљевство | 3       | 67,73    |
| 2001  | Светско првенство            | Едмонтон, Канада               | 5       | 67,78    |
| 2001  | Универзијада                 | Пекинг, Кина                   | 3       | 69,78    |
| 2001  | Goodwill Games               | Бризбејн, Аустралија           | 3       | 69,80    |
| 2001  | Европско првенство У-23      | Амстердам, Холандија           | 1       | 66,73    |
| 2002  | Европско првенство           | Минхен, Немачка                | 3       | 72,04    |
| 2002  | Куп Европе                   | Анси, Француска                | 2       | 68,53    |
| 2003] | Светско првенство            | Париз, Француска               | 3       | 70,92    |
| 2003] | Куп Европе                   | Фиренца, Итањлија              | 1       | 74,43    |
| 2003] | Светско атлетско финале      | Сомбатхељ, Мађарска            | 4       |          |
| 2004  | Олимпијске игре              | Атина, Грчка                   | 15      | 67,90    |
| 2004  | Светско атлетско финале      | Сомбатхељ, Мађарска            | 3       |          |
| 2005  | Светско првенство            | Хелсинки, Финска               | 3       | 71,41    |
| 2005  | Светско атлетско финале      | Сомбатхељ, Мађарска            | 7       |          |
| 2005  | Куп Европе                   | Фиренца, Италија               | 2       | 71,53    |
| 2007  | Светско првенство            | Осака, Јапан                   | 8       | 70,36    |
| 2008  | Олимпијске игре              | Пекинг, Кина                   | 5       | 57,77    |
| 2009  | Игре Франкофоније            | Бејрут, Либан                  | 1       | 70,26    |
| 2009  | Светско првенство            | Берлин, Немачка                | 12      | 69,92    |